# AIDAblu (Schiff, 1990)
Die AIDAblu war ein Kreuzfahrtschiff der Carnival Corporation, das von 2004 bis 2007 für die konzerneigene Marke AIDA Cruises eingesetzt wurde. Es war eines von zwei baugleichen Kreuzfahrtschiffen, die in den 1980er Jahren durch Sitmar Cruises bestellt, aber durch die britische P&O übernommen und ab 1990 bei deren Tochter Princess Cruises in Dienst gestellt wurden. Die Schauspielerin Sophia Loren taufte das Schiff auf den Namen Crown Princess. Das Schwesterschiff begann seinen Dienst 1991 als Regal Princess und fährt seit 2022 als Ambience für Ambassador Cruise Line.
Kurz nachdem das Kreuzfahrtgeschäft der P&O in die britisch-amerikanische Carnival Corporation & plc verschmolzen war, wechselte das Schiff mehrmals innerhalb des Konzerns seine Flotte. Auf dem deutschsprachigen Markt war es ab 2002 als A’Rosa Blu und von 2004 bis 2007 als AIDAblu in Dienst. Auf ein Jahr bei Ocean Village folgten zehn Jahre als Pacific Jewel für P&O Cruises Australia. Nach einem Verkauf im Jahr 2018 wurde das Schiff als Karnika von 2019 an durch die der indischen Jalesh Cruises betrieben. Nach deren Konkurs durch die COVID-19-Pandemie wurde das Schiff jedoch arrestiert, zwangsversteigert und im November 2020 in Alang zum Abbruch auf den Strand gesetzt.

## Geschichte

### Vorgeschichte

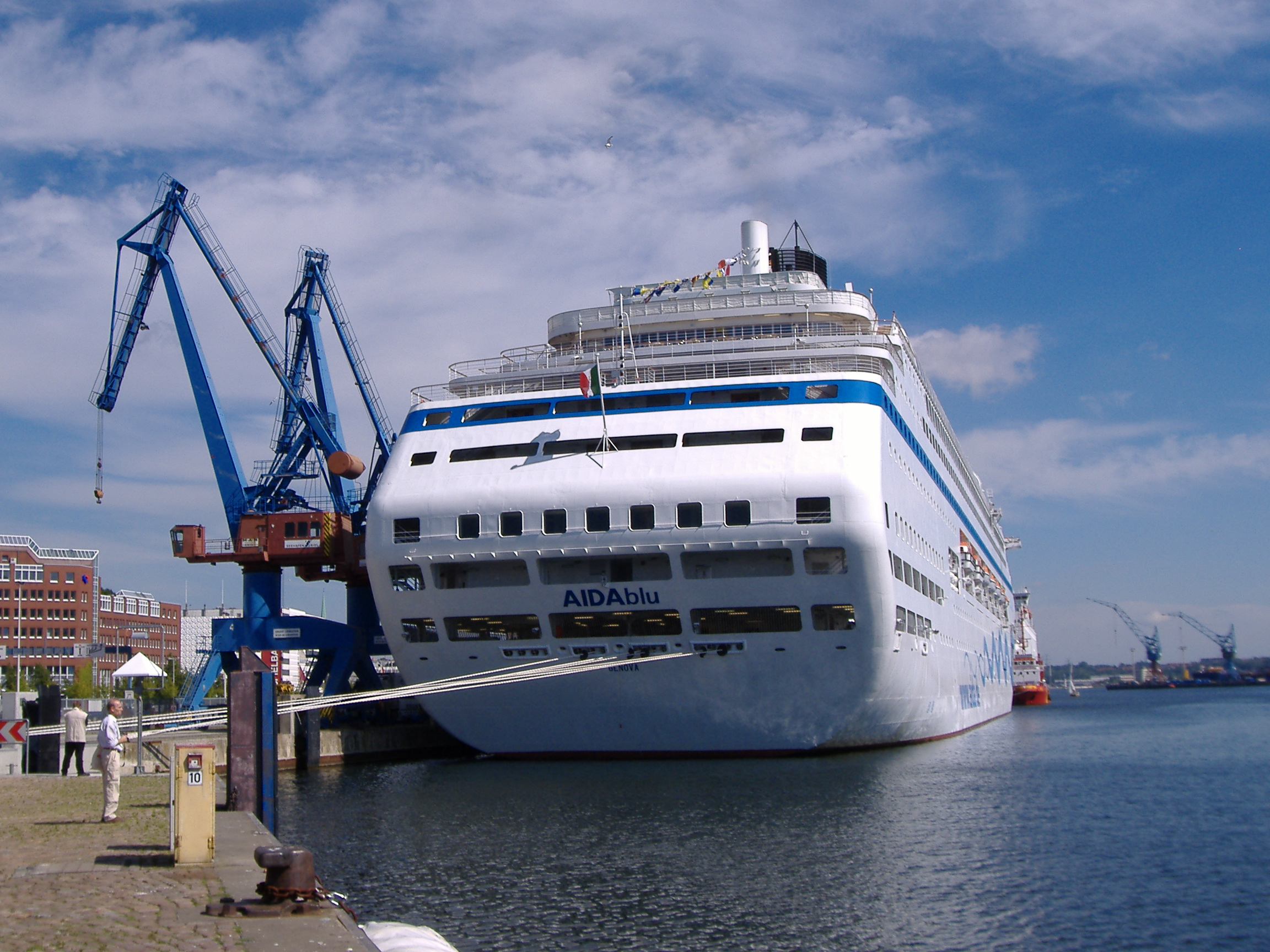
Heckansicht in Kiel, 2006

Ab 1984 verhandelte Sitmar Cruises (Società Italiana Trasporti Marittimi), ein Unternehmen der russischstämmigen Reeder-Familie Vlasov unter Boris Vlasov, mit der staatlichen italienischen Werft Fincantieri Cantieri Navali Italiani S.p.A. über den Bau zwei neuer Kreuzfahrtschiffe. Fincantieri war zwar mit acht Werften damals schon eines der bedeutendsten Schiffbauunternehmen in Europa, betrachtete die Pläne aber als große Chance und Herausforderung, nachdem seit der Eugenio C. für Costa Crociere im Jahr 1966 kein Passagierschiff mehr in Italien gebaut worden war. Sitmar Cruises setzte bis dahin vorwiegend umgebaute Frachtschiffe für Kreuzfahrten ein und fürchtete, im einsetzenden Wettrüsten der amerikanischen Wettbewerber Carnival Corporation und Royal Caribbean Cruise Line mit ihren speziell auf den boomenden Kreuzfahrtmarkt ausgerichteten und immer größeren Neubauten ins Hintertreffen zu geraten. Als sich die Verhandlungen durch Forderungen der Italienischen Regierung länger hinzogen, wurde die französische Werft Chantiers de l’Atlantique in Saint-Nazaire mit dem Bau der Sitmar FairMajesty für 153 Mio. US-Dollar bis Ende 1988 beauftragt. Für ein zweites Schiff vereinbarte man eine Option bis Ende 1986.
Die italienische Regierung zeigte sich schockiert und wechselte die Taktik. Sie bot Sitmar für weitere Schiffe nun Sonderkonditionen an und brachte das Unternehmen tatsächlich so weit, die Option für den Bau des zweiten Schiffs in Frankreich fallen zu lassen und einen Vertrag über gleich zwei baugleiche Kreuzfahrtschiffe der „vierten Generation“ mit 70.000 BRT zu je 280 Mio. US-Dollar mit Fincantieri abzuschließen.

### Planung und Bau
Die Schiffe sollten ein ganz besonders italienisches Aussehen erhalten. Für dessen Gestaltung ließ sich der Architekt Renzo Piano gewinnen, der mit seinen Entwürfen zum Bau des Pariser Centre Georges Pompidou bereits weltweit Berühmtheit erlangt hatte. Der spätere Ministerpräsident Italiens Romano Prodi hatte ihn in seiner Funktion als President der staatlichen Holding Istituto per la Ricostruzione Industriale (IRI) angesprochen, zu der die Werft Fincantieri damals gehörte. Pianos Entwürfen verdankt das Schiff die geschwungenen Formen und den abgerundeten Aufbau oberhalb der Brücke, der dem Kopf eines schwimmenden Delphins nachempfunden wurde. Die Originalpläne sollen angeblich noch weitaus futuristischer gewesen sein, wurden aus Kostengründen aber zurückgewiesen und nochmal überarbeitet.
Für das Eigentum an den neuen Schiffen gründete Boris Vlasov unter dem Namen Astramar eine neue Tochtergesellschaft mit Sitz in Palermo. Sitmar Cruises sollte nach Fertigstellung der Schiffe zum Leasingnehmer werden. Er wollte für den Bauauftrag Steuervorteile als italienische Reederei geltend machen und der Kritik begegnen, die mehrere EU-Länder schon über längere Zeit zur Staatszugehörigkeit seines Unternehmens geäußert hatten. Obwohl er den Unternehmenssitz eigentlich schon kurz nach dem Tod seines Vaters, des Unternehmensgründers Alexander Vlasov im Jahr 1961 nach Monaco verlegt hatte, gab sich die Reederei weiterhin offiziell italienisch.
Im Jahr 1987 verstarb Boris Vlasov jedoch ganz unerwartet und das Unternehmen geriet in Schwierigkeiten. Da erkannte die britische Reederei P&O ihre Chance. Für sie wäre der Vorsprung der Konkurrenz beim Ausbau der Kreuzfahrtflotte – wenn überhaupt – erst mit einigen Jahren Verspätung aufzuholen gewesen. Sie zog daher bereits eine Fusion der eigenen Kreuzfahrtsparte mit einem anderen Unternehmen in Betracht. Im Juli 1988 gelang es dem P&O-Vorstandsvorsitzenden Lord Sterling, für 210 Mio. US-Dollar der Erbengemeinschaft der Vlasow-Reederei die Kreuzfahrtsparte und damit auch die bei Fincantieri als Hull-Nr. 5839 und 5840 schon im Bau befindlichen Schiffe abzukaufen.

### Indienststellung
Das Schiff mit Baunummer 5839, die Crown Princess, die spätere Karnika, wurde 1990 fertiggestellt und am 29. Juni übergeben.
Für die ersten zwei Jahre blieb das Schiff zunächst, so wie von Boris Vlasov geplant und vertraglich festgelegt, im Eigentum der italienischen Astramar. Diese, inzwischen unter Leitung der P&O, überließ das Schiff der amerikanischen P&O-Tochter Princess Cruises. Registriert wurde das Schiff in Liberia und seine Jungfernfahrt führte ab 9. Juli vom griechischen Hafen Piräus durchs Mittelmeer. Am 13. September überquerte es den Atlantik von Southampton nach New York. Dort vollzog die italienische Schauspielerin Sophia Loren die offizielle Taufe des Schiffs.

### Einsatz

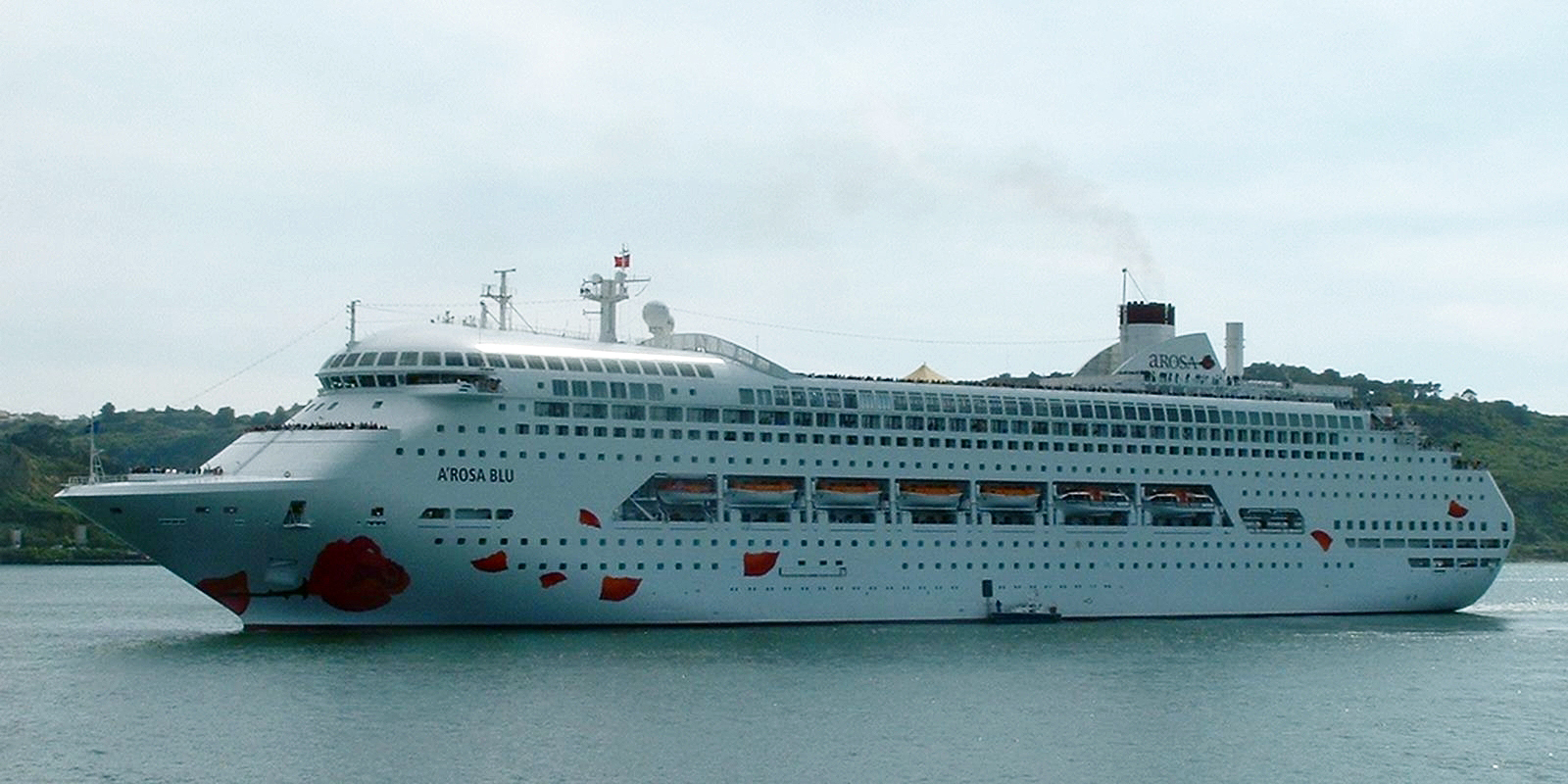
Als A'Rosa Blu in Lissabon, 2004

Nach der Schiffstaufe setzte Princess Cruises das Schiff ab Herbst 1990 für Kreuzfahrten von Fort Lauderdale in die Karibik ein. Im Jahr 1992 übernahm Princess Cruises schließlich das Eigentum am Schiff. Als Flagge blieb es zunächst bei Liberia, im Jahr 2000 registrierte Princess Cruises das Schiff auf die Bermudas um. Am 26. Juni 2001 fielen während einer Europa-Kreuzfahrt die Schiffsmotoren aus und das Schiff musste nach Kopenhagen geschleppt werden. Nur wenige Tage später entschied P&O, das Schiff von Princess Cruises abzuziehen.
In Rostock hatte man zwischenzeitlich die Kreuzfahrttochter Seetours der Deutschen Seereederei (DSR) übernommen und mit ihr die Markennamen AIDA (heute AIDA Cruises) und A’Rosa, mit denen man auf dem noch kaum erschlossenen deutschen Markt stärker auftreten wollte. Das Schiff wurde auf der Lloyd Werft Bremerhaven umgebaut und am 14. Juni 2002 von der Schauspielerin Iris Berben auf A’Rosa Blu getauft. Unter diesem Namen war sie ein Jahr in der Karibik, im Mittelmeer sowie in der Ost- und Nordsee unterwegs.
 Im Jahr 2003 bildete die zuvor aus der P&O ausgegründete P&O Princess Cruises mit der amerikanischen Carnival Corporation den heutigen Weltmarktführer Carnival Corporation & plc. Damit änderten sich die Pläne. Die Deutsche Seereederei verkaufte ihren Anteil an der P&O Princess Cruises, durch den sie bisher zumindest noch mittelbar am Seetours-Geschäft beteiligt war und nahm das A’Rosa-Geschäft für ihre Tochter Arkona zurück, aus der im Jahr 2009 schließlich die A-ROSA Flussschiff GmbH hervorgegangen ist. Die Carnival Corporation & plc entschied, den auf Deutschland ausgerichteten Kreuzfahrtbetrieb mit allen zugehörigen Schiffen und der Marke AIDA seiner italienischen Tochter Costa Crociere zu übertragen. Die A’Rosa Blu wurde daher vom 13. bis 27. April bei Blohm + Voss Repair in Hamburg umgebaut und als AIDAblu unter italienischer Flagge wieder in Dienst genommen. Sie sollte neben den anderen, deutlich kleineren AIDA-Schiffen auch dem Training der deutschsprachigen Crew dienen, um die Neubauten der Sphinx-Klasse in ähnlicher Größe übernehmen zu können, die man für den Ausbau der Marke AIDA Cruises bereits bestellt hatte. Nachdem das erste Schiff im Frühjahr 2007 als AIDAdiva auf Fahrt gegangen war, entschied der Mutterkonzern Carnival Corporation & plc, die AIDAblu abzuziehen.

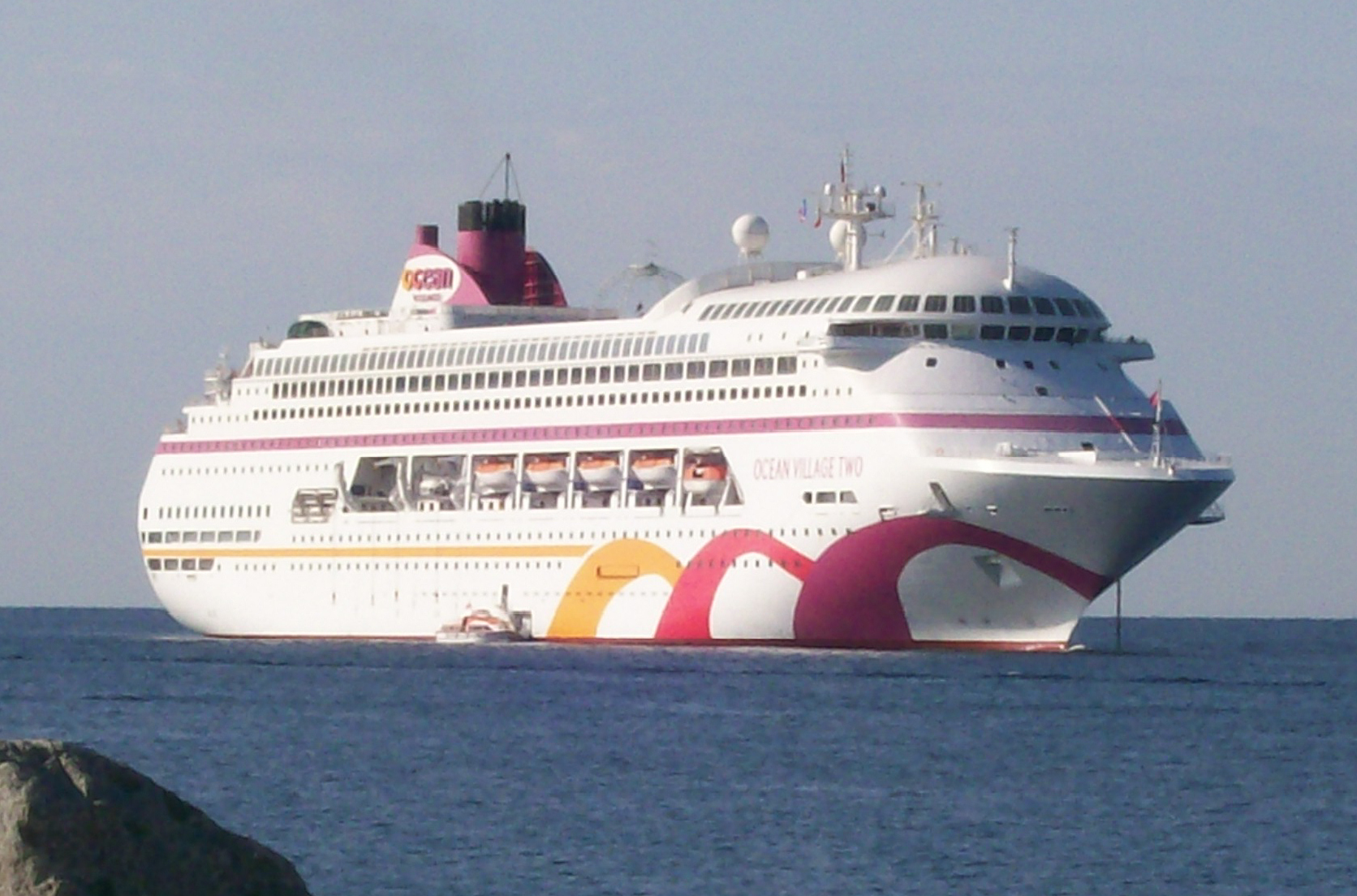
Als Ocean Village Two in St. Raphael, 2009

Das Schiff unterstützte fortan die Marke Ocean Village, mit der man unter dem Slogan „the cruise for people who don’t do cruises“ das deutsche Erfolgskonzept eines ungezwungenen Cluburlaubs auf See auf den britischen Markt übertragen wollte. Nach einem weiteren Umbau auf der Lloyd Werft erhielt das Schiff am 24. April 2007 von den Models Jemma und Jodie Kidd den Namen Ocean Village Two und ging nach Eintrag in das britische Flaggenregister im Sommer auf Fahrt ins Mittelmeer und in den Wintermonaten in die Karibik.
Am 30. Oktober 2008 gab die Carnival Corporation & plc jedoch überraschend bekannt, dass die Marke Ocean Village nicht weiter fortgeführt werde. Die beiden Schiffe wurden an P&O Cruises Australia übertragen. Aus der Ocean Village Two wurde im Dezember 2009 die Pacific Jewel, sie wurde in Brisbane stationiert. Dort stand auch bereits die im Jahr 1991 unter Baunummer 5840 fertiggestellte baugleiche Schwester im Dienst, die Pacific Dawn. Die Pacific Jewel fuhr fortan unter der Flagge Großbritanniens mit Heimathafen London.
Die Ocean Village, ex-Sitmar FairMajesty folgte Ende 2010 als Pacific Pearl und ihre Übertragung nach Australien brachte schließlich doch noch sämtliche ehemaligen Sitmar-Neubauten in einer Flotte zusammen.

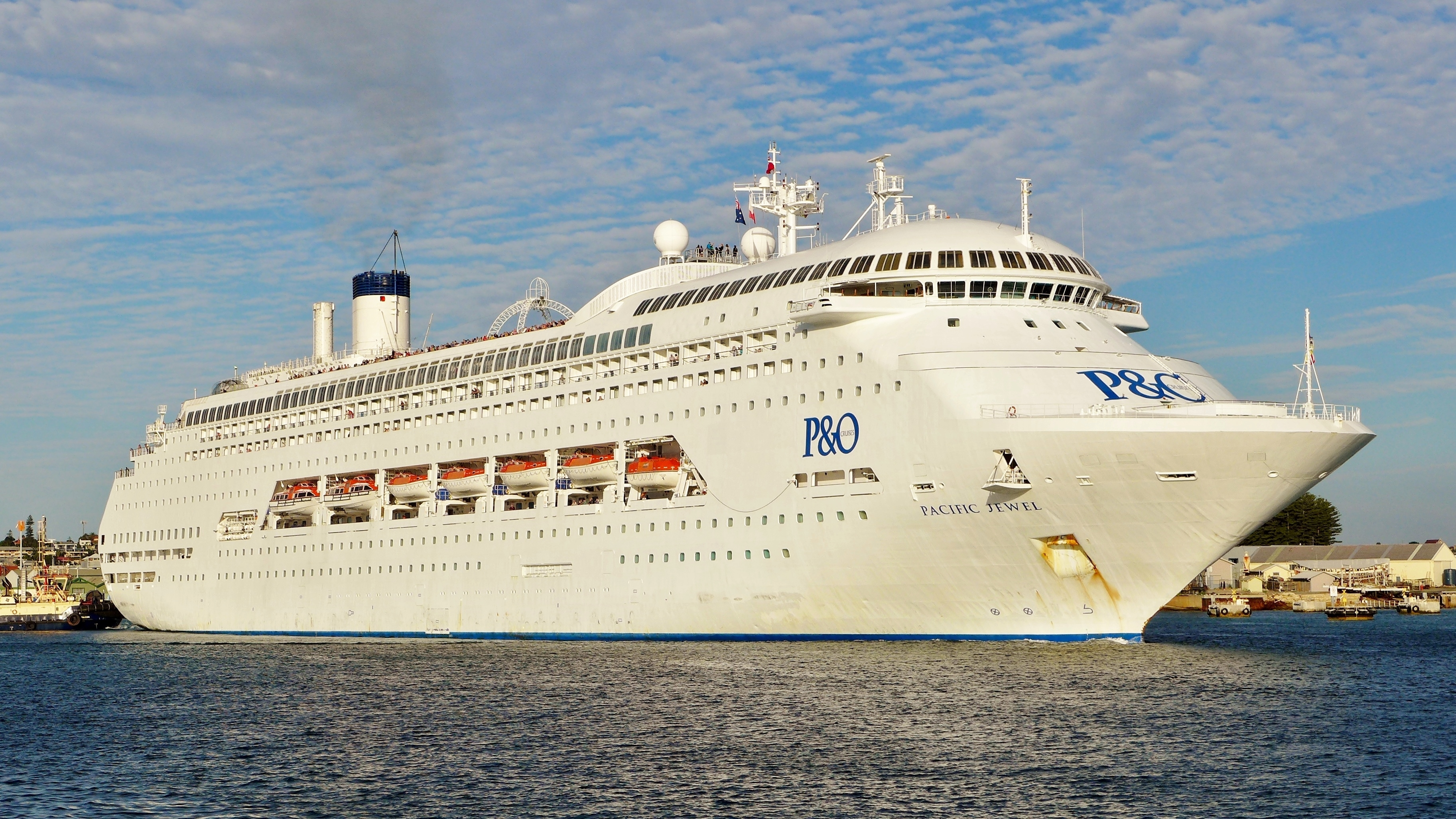
Die Pacific Jewel in Fremantle, 2015

Am 27. August 2010 wurden einige Szenen für die australische Fernsehserie Nachbarn (Originaltitel: Neighbours) an Bord gedreht. Ein etwa sechzigköpfiges Drehteam um die Seriendarsteller Ryan Moloney und Eve Morey filmte am Gang und in der Zirkusarena auf den oberen Decks. Zahlreiche Besatzungsmitglieder wirkten im Rahmen der Bordunterhaltung an den Szenen mit. Die dabei entstandene Folge der Serie um eine Kreuzfahrt ging noch im Herbst des gleichen Jahres im Vorabendprogramm in Australien und Neuseeland auf Sendung.
Im November 2018 diente das Schiff gemeinsam mit dem ebenfalls von P&O Cruises Australia eingesetzten Schiff Pacific Explorer und dessen Schwesterschiff Sea Princess in Port Moresby als Hotelschiff des APEC-Gipfels.
Bereits Anfang 2018 wurden Pläne bekannt, nach denen das Schiff ab Ende des Jahres für ein Project der Oceanic Group und des Medienkonzern Turner als Cartoon Network Wave mit Basishafen Singapur eingesetzt werden sollte. Im August 2018 wurde das Schiff aber verkauft, ohne dass der neue Eigentümer namentlich genannt wurde. P&O Cruises Australia stellte den Betrieb des Schiffes im März 2019 ein. Nach einem Umbau bei Sembawang in Singapur und der Taufe auf den Namen Karnika am 23. April 2019 im Hafen von Mumbai wurde sie von der neu gegründeten indischen Jalesh Cruises für Kreuzfahrten ab Mumbai, Goa und Dubai eingesetzt. Im Oktober 2020 ging die Firma Jalesh Cruises in Insolvenz, die Karnika wurde arrestiert und an NDK Maritime versteigert für 12,65 Millionen Dollar an die Shree Ram Group zur Verschrottung in Alang versteigert. Das Schiff traf am 21. November 2020 auf Reede vor Alang ein und wurde am 27. November zum Abbruch auf den Strand gesetzt. Sie war das erste Kreuzfahrtschiff, das im Zuge der Pandemie dort ankam.